# Sef Vergoossen
Sef Vergoossen (sinh ngày 5 tháng 8 năm 1947) là một huấn luyện viên và cựu cầu thủ bóng đá người Hà Lan.

## Sự nghiệp Huấn luyện viên
Sef Vergoossen đã dẫn dắt VVV-Venlo, Roda JC, Nagoya Grampus Eight và PSV Eindhoven.